# 6-та армія (СРСР)
6-та загальновійськова армія — оперативне об'єднання сухопутних військ радянських військ, загальновійськова армія у складі Збройних сил СРСР з вересня 1939 розпаду Радянського Союзу.

## Командування

### Німецько-радянська війна
Командувачі
- 26.07.1940 — 10.08.1941 генерал-лейтенант Музиченко І. М. (потрапив до полону)
- 25.08.1941 — 24.12.1941 генерал-майор, генерал-лейтенант Малиновський Р. Я.
- 25.01.1942 — 27.05.1942 генерал-майор, генерал-лейтенант Городнянський А. М. (загинув 27.05.1942)
- 08.07.1942 — 20.05.1943 генерал-майор, генерал-лейтенант Харитонов Ф. М. (помер 28.05.1943)
- 21.05.1943 — 28.05.1944 генерал-лейтенант Шльомін Іван Тимофійович (до травня 1944)
- 12.09.1944 — 28.09.1944 генерал-полковник Цвєтаєв В. Д.
- 29.09.1944 — 06.12.1944 генерал-майор Кулєшов Ф. Д.
- 07.12.1944 — 09.05.1945 генерал-лейтенант Глуздовський В. О.

### Відомі військовослужбовці армії

#### Герої Радянського Союзу 6-ї армії
- Доровський Микола Степанович (22.07.1944 — посмертно) — гвардії лейтенант, командир кулеметної роти 199-го гвардійського стрілецького полку;
- Костоусов Віктор Федорович (22.02.1944) — молодший сержант, командир відділення 1118-го стрілецького полку.
- Тулубердиєв Чолпонбай (04.02.1943 — посмертно) — червоноармієць, стрілець 363-го стрілецького полку.
- Цховребов Іван Давидович (22.02.1944 — посмертно) — молодший лейтенант, командир взводу 1118-го стрілецького полку.

#### Повні кавалери ордена Слави 6-ї армії
- Горскін Олександр Іванович (1944, 1944, 1944) — старшина, помічник командира взводу 911-го стрілецького полку;
- Максюшин Іван Федорович (1943, 1944, 1944. Орден 1-го ступеня вручено у 1964 році) — старший сержант, командир взводу пішої розвідки 1120-го стрілецького полку;
- Спіридонов Пилип Романович (1944, 1944, 1944, 1945) — сержант, командир гармати 271-го стрілецького полку.